# Eizo Yuguchi
Eizo Yuguchi (湯口 栄蔵, Yuguchi Eizo) né le 4 juillet 1945 à Osaka au Japon et mort le 2 février 2003 est un footballeur japonais.